# پیکوات لیکس (مینه‌سوتا)
پیکوات لیکس، مینه‌سوتا (به انگلیسی: Pequot Lakes, Minnesota) یک شهر در ایالات متحده آمریکا است که در شهرستان کرو وینگ، مینه‌سوتا واقع شده‌است.

## خصوصیات
پیکوات لیکس ۴۶٫۹۸ کیلومترمربع مساحت و ۲٬۱۶۲ نفر جمعیت دارد و ۳۹۱ متر بالاتر از سطح دریا واقع شده‌است.